# Vértes László
Vértes László (Budapest, 1914. november 3. – Budapest, 1968. augusztus 20.) ősrégész, a történelemtudományok doktora, az Istállós-kői-barlang, a Lovasi őskőkori festékbánya, a Sümeg-mogyorósdombi kovabánya kutatója, valamint a félmillió éves vértesszőlősi őstelep feltárója.

## Élete
Vértes Izsó (1883–1915) ügyvéd és Reiner Aranka (1892–1944) fiaként született. Apja az első világháborúban hősi halált halt az orosz fronton, Volhíniában. Elemi és középiskolai tanulmányai után a budapesti Pázmány Péter Tudományegyetem Orvostudományi Karára iratkozott be, de anyagi gondok miatt két év után félbehagyta. Volt akrobata, könyvtáros, segédmunkás, könyvkereskedő, közben barlangkutatással foglalkozott (kutatott a Legény-barlangban és a Leány-barlangban), de régészeti tanulmányokat az egyetemen soha nem folytatott. Röviddel a második világháború kitörése előtt Kadić Ottokár solymári barlangfeltárásába kapcsolódott be, amit 1945 után ő vezetett a Magyar Nemzeti Múzeum munkatársaként. A második világháború alatt származása miatt internálták. 1944 telén Erdélyben volt munkaszolgálaton, ahonnan három barátjával megszökött és csatlakozott Tito partizánjaihoz. Édesanyját távollétében Auschwitzba deportálták.
A háború után mint a múzeum kezelésébe tartozó Barlangi Felügyelőség vezetője – személyesen foglalkozott a Baradla idegenforgalmának beindításával. Egy ideig a Föld- és Őslénytárat is vezette. Miután a Földtani Intézet paleolitgyűjteményét átadta a Történeti Múzeumnak (1951), annak kezelését vette át.
Lelkes barlangkutatóként részt vett ásatásokon, 1945-ben pedig – e tevékenység szerves folytatásaként – mint országos barlangfelügyelő, most már hivatalosan is ezt a területet művelte. 1946-ban Solymáron, a Mecsekben (Mély-völgyi-kőfülke) és a Pilisben (Pilisszántói 2. sz. kőfülke) ásott. 1947-ben kezdte meg az Istállós-kői-barlang kutatását, melynek során egészben kiemelt egy ősemberi tűzhelyet, és azt a Magyar Nemzeti Múzeumba szállíttatta. 1950-től több ásatást irányított a Bükkben, a Gerecsében és a Pilisben, de ásatott a Baradlában is. Részt vett a Béke-barlang feltárásán. Nehézbúvár-felszerelésben hatolt át a ma Búvárruhás szifonnak nevezett helyen. Míg kezdetben az őslénytan, később mindinkább a régészet érdekelte. Hamarosan a Magyar Nemzeti Múzeum föld- és őslénytani osztályát irányította, majd a történeti múzeum régészeti osztályán találta meg igazi helyét. Itt lett ősrégész. Tudományos ismereteit gyakorlati munkája közben, ehhez szorosan kapcsolódva szerezte meg, minden ún. akadémikus alapozás és megkötöttség nélkül. Barlangi ásatások és a feltárt anyagok feldolgozása volt az az út, amelyen ismeretei és problémalátása kialakultak. Ezt nyomon követhetjük megjelent közleményein, könyvein, továbbá számos rádióelőadáson.

## Munkássága

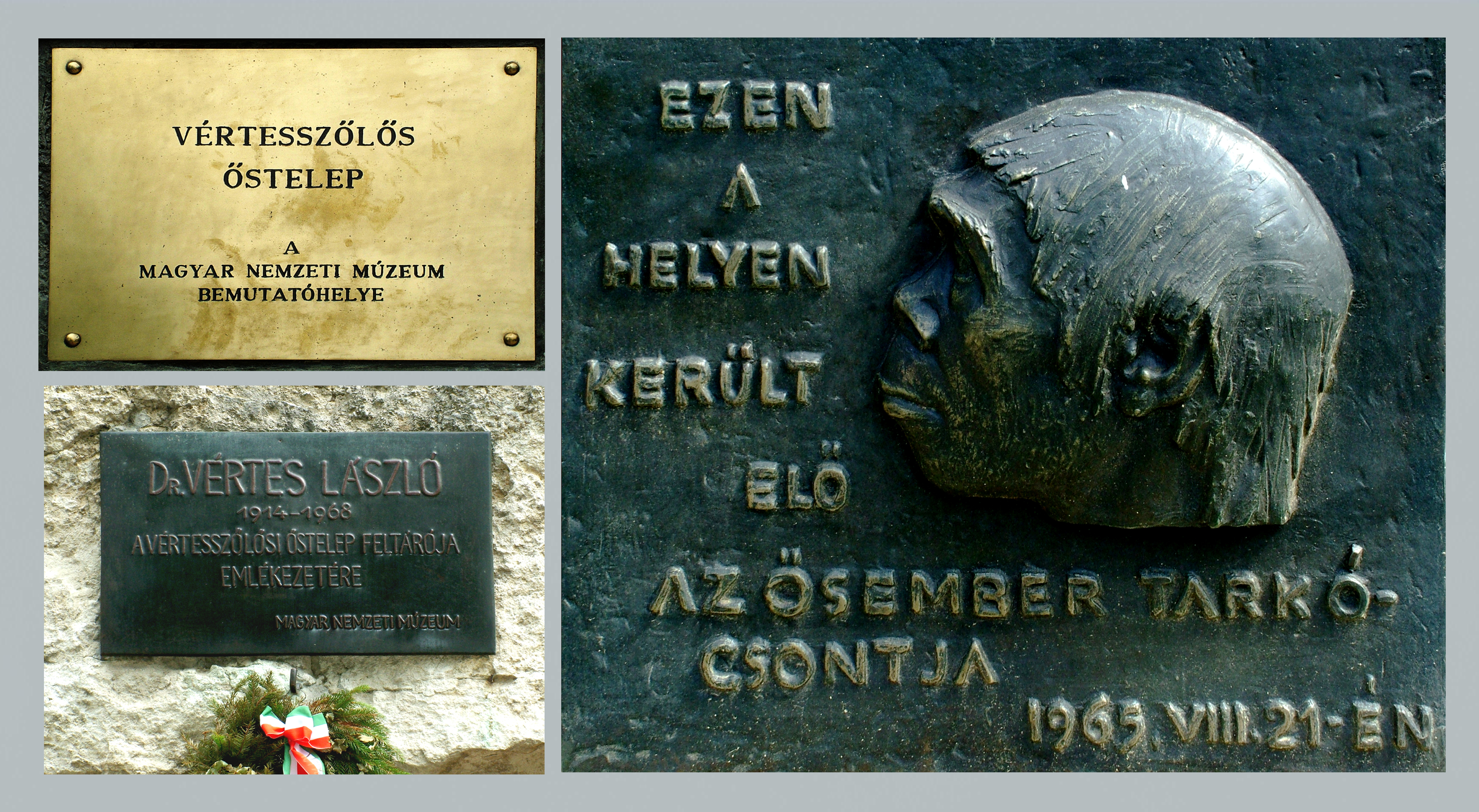
Vértesszőlős: előembertelep

Első jelentős szakmai eredménye az Istállós-kői-barlang ásatása volt, majd sikeres munkát végzett a tatai ősember-telep, és a lovasi kőkori festékbánya, sümegi ősbánya feltárása terén. Legfontosabb eredménye a Vértesszőlős Őstelep felkutatása és az ottani Sinantropus jellegű előember-maradvány fellelése. Ásatásain ismerte meg a magyar ősrégészet problémáit; Istállós-kői-barlang, Uppony, Pilisszántó, az egri Puskaporos, Lovas ősi festékbányája, a Petényi- és a Kis-kevélyi-barlang ősi eszközkészlete, a Szeleta-barlang kőipara vezette el az európai ősrégészet nagy összefüggéseinek megértéséhez. Eközben mindinkább bekapcsolódott az elvi őstörténeti kérdések tanulmányozásába, mint pl. az őstársadalom, a kőkori kultúrák összehasonlító kutatása. Témakörének fokozatos bővülése elvezette a külföldi folyóiratokban is publikáló, nemzetközi nevű kutatók sorába. Nagy szakmai tudását értékelte a Tudományos Minősítő Bizottság a kandidátusi, majd a tudományok doktora fokozat odaítélésével.
1963-ban jutott el az élete csúcsának érzett nagy felfedezéshez, a vértesszőlősi telephez, melynek feltárása, régészeti értékelése munkásságának megkoronázását ígérte. Itt tárta fel a „Samu” névre keresztelt előember maradványát. „Vértesszőlős () neve alighanem bekerül a világ minden nyelvén kiadott kézikönyvekbe, atlaszokba is: az emberiség, a mai ember néhány éve számon tartja a maga újonnan felfedezett bölcsőjét. Számon tartja, és egy kicsit büszke is félmillió éves családfájára, arra, hogy a vértesszőlősi ősember, a Homo (erectus seu sapiens) paleohungaricus már nemcsak elejtette, hanem a maga kezdetleges módján eszközökkel darabolta fel az állatot, hogy ismerte és zsíros csontdarabokkal őrizte, táplálta is a tüzet…”
„Három év alatt megszámlálhatatlanul sok munkaórát töltöttünk már az ásatással, amikor 1965. augusztus 21-én egyetlen ünnepi perc alatt megtaláltuk Sámuelt…”
A Homo paleohungaricus, félmillió esztendővel ezelőtt Vértesszőlősön élt ősünk, az előember, akinek kiásott tarkócsontja perdöntő bizonyítéka az egykori emberi településnek. Először Pécsi Márton földrajzprofesszor, aki tanítványaival a ma is működő vértesszőlősi kőbányában járt, talált az édesvízi mészkő lerakódott rétegeiben ember használta eszközökre és tűz nyomára. Az ásatásnál előkerült leleteket először nem becsülték igazán sokra: „fiatal” – ötvenezer éves – leletekben nem szűkölködik a hazai föld. De azután hirtelen megsokszorozódott a régészek kutatási kedve, amikor váratlanul előkerült egy őshód foga. Ez a csontdarab a szakemberek számára perdöntő bizonyíték volt: a félmillió éve kihalt állatfaj névjegye végérvényesen igazolta a legelső település korát. Az ásatásnál kezdettől tervszerűen együtt dolgoztak a Nemzeti Múzeum régészei, az antropológusok, geológusok, paleontológusok és paleobotanikusok is. De Vértesszőlős gazdája, az ásatás vezetője kezdettől Vértes László, a Nemzeti Múzeum régésze.
Vértes itt látta beteljesülni a nagy lehetőséget, az eszközkészlet és a településviszonyok tanulmányozása révén a készítő, a szerszámokat kigondoló ősember igazi megismerésének lehetőségét. A matematikai statisztika segítségével (nevezetesen, a marokkövek és hasonló kőeszközök méreteloszlásának vizsgálatával) kísérelte meg, hogy felderítse az ősember eszközkészítő tevékenységének kialakulását, standardizációját, vagyis az ember technológiai készségének kibontakozását.
E munkája felemésztette fizikai és lelki tartalékait. Részben kutatótársai kutatási jelentéseinek késedelmessége, valamint közbejött halála miatt nagy, vértesszőlősi monográfiáját már nem tudta elkészíteni. A vértesszőlősi leletekről Gáboriné Csánk Vera régész készített részletes ismertetést. De Vértes Lászlónak a vértesszőlősi helyszínen létesítendő tudományos bemutatóhelyről szőtt álma beteljesült, s napjainkban, mint a Magyar Nemzeti Múzeum Vértesszőlős Őstelep nevű létesítménye nagy látogatottságnak örvend. Sajnos, az egyébként szükséges további feltáró ásatások viszont mindmáig váratnak magukra.  
Lázár István: „S középen ott van a Velencei tó...” (Budapest, 1979. Móra K.) című művében – ironikus utalásoktól sem mentes – meleghangú nekrológban búcsúzott a tudóstól.
- Lásd még: Vértesszőlősi előembertelep természetvédelmi terület

## Főbb művei
- Őskori bánya Lovason. Budapest, 1956.
- Medveemberek krónikája. Budapest, 1957.
- Tata – eine mittelpaläolitische Travertin-Siedlung in Ungarn, 1964.
- Lower Palaeolithic hominid and pebble-industry in Hungary Nature, 1965.
- Upper Biharian (Intermindel) pebble-industry occupation site in Western Hungary. Current Anthropology, 1965.
- Typology of the Buda-industry. Quaternaria, 1965.
- Az őskőkor és az átmeneti kőkor emlékei Magyarországon. Budapest, 1965.
- Őskori bányák Veszprém megyében (Lovas, a legősibb bánya, A  sümegi ősbánya). Veszprém, 1969. Athenaeum Ny. Budapest
- Kavicsösvény. A vértesszöllősi előember regénye. Budapest, 1969. (posztumusz)

## Emlékezete
Nevét őrzi a Gerecsében a Vértes László-barlang, Vértesszőlősön pedig utcát és parkot neveztek el róla.